# 秦陵街道
秦陵街道，是中华人民共和国陕西省西安市临潼区下辖的一个乡镇级行政单位。

## 行政区划
秦陵街道下辖以下地区：
秦陵社区、陕缝社区、秦陵新村社区、砖房村、秦陵村、杨家村、王硷村、下和村、孙马村、鱼池村、毛家村、至王村和上陈村。